# Quinito (football)
Pour les articles homonymes, voir Quinito.
Quinito, de son nom complet Joaquim Lucas Duro de Jesus, né le 6 novembre 1948 à Setúbal (Portugal), est un footballeur portugais, qui évoluait au poste de milieu de terrain.

## Biographie

### Parcours de joueur
Quinito joue en faveur de l'Académica, du CF Belenenses, du Racing Santander et du Sporting Braga.
Il dispute un total de 193 matchs en première division portugaise, inscrivant 11 buts, et 72 matchs en première division espagnole, marquant six buts. Il joue également deux matchs en Coupe de l'UEFA lors de la saison 1973-1974.

### Parcours d'entraîneur
Après avoir raccroché les crampons, il entraîne de nombreux clubs, principalement au Portugal.